# Петровское (Ковровский район)
Петровское — деревня в Ковровском районе Владимирской области России, входит в состав Клязьминского сельского поселения.

## География
Деревня расположена в 18 км на юго-восток от центра поселения села Клязьминский Городок и в 32 км на восток от райцентра города Ковров.

## История
Церковь в селе издавна существовала в честь святых первопрестольных апостолов Петра и Павла; по окладным книгам патриаршего казенного приказа под 1628 годом церковь значится в вотчине князя Григория Петровича Ромодановского, под 1656 годом значится в вотчине боярина князя Никиты Ивановича Одоевского, а под 1672 годом церковь отдана Суздальскому архиепископу. Деревянная Петропавловская церковь просуществовала в селе до середины XIX столетия. В конце 1840-х годов, по благословению епископа Владимирского и Суздальского Парфения, в Петровском была заложена, а в 1851 году по благословению нового владимирского архипастыря Иустина освящена каменная церковь в честь святых апостолов Петра и Павла с теплым приделом в честь Казанской иконы Божией Матери. С конца 1870-х годов Петропавловская церковь была приписана к Троицкому храму соседнего села Санниково. Это было вызвано тем, что после 1861 года, пережившее было расцвет в связи с развитием офенской торговли село, окончательно стало хиреть.
В конце XIX — начале XX века село Петровское входило в состав Санниковской волости Ковровского уезда, с 1924 года — в Осиповской волости. 
С 1929 года и вплоть до 2005 года Петровское входило в состав Санниковского сельсовета (с 1998 года — сельского округа) Ковровского района.

## Население
| 1847 | 1859 | 1905 | 1926 | 2002 | 2010 | 2021 |
| ---- | ---- | ---- | ---- | ---- | ---- | ---- |
| 175  | ↘132 | ↘79  | ↗124 | ↘0   | →0   | →0   |

## Достопримечательности
В деревне находится недействующая Церковь Петра и Павла (1851).